# 教宗本篤十六世辭職

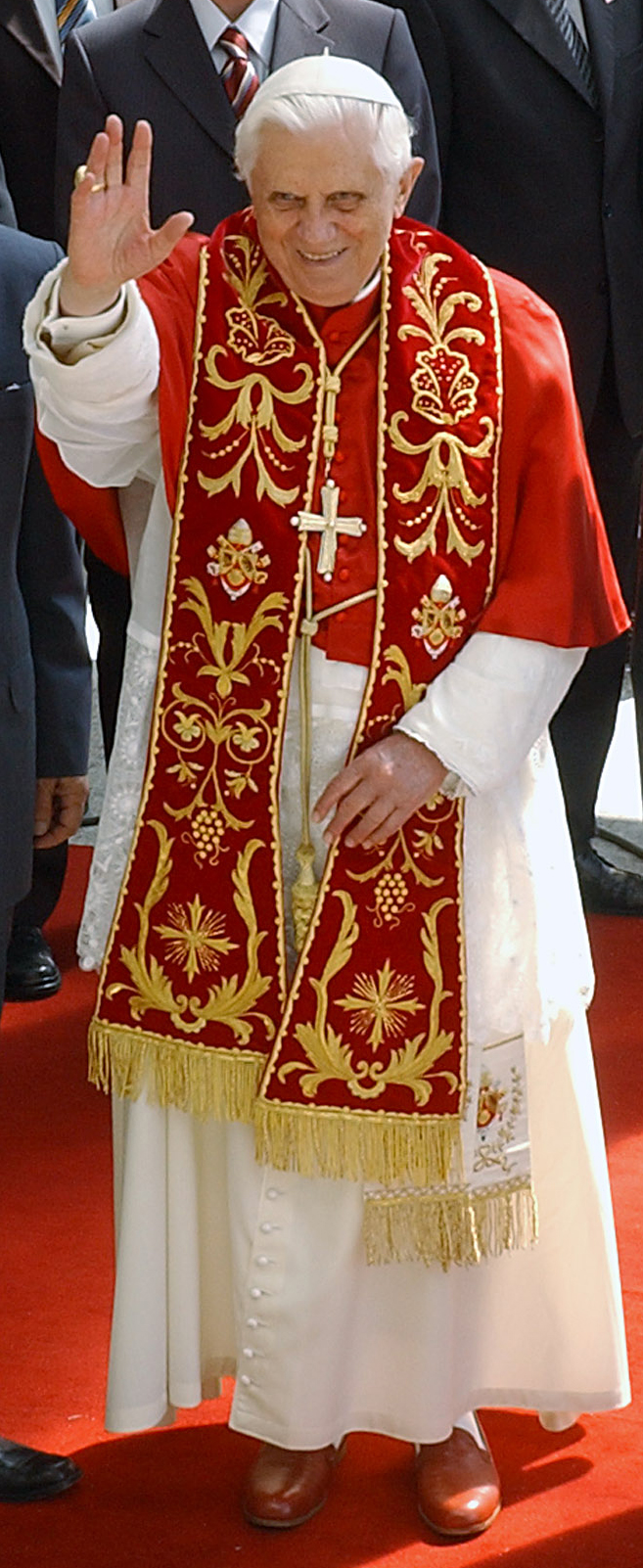
2007年的本篤十六世

2013年2月11日，本篤十六世宣佈辭去教宗一職，並於同月28日晚上8時正式退位，成為近600年來首位自行辭職的教宗；外國政府官員、梵蒂岡觀察家和教宗身邊的助手均未曾預料其辭職。本篤十六世宣佈辭職後稱，因自認「年事已高，健康欠佳」而作此決定。
選出本篤十六世繼任人的教宗選舉秘密會議於2013年3月12日開始，最後布宜諾斯艾利斯總教區總主教喬治·瑪略·伯格里奧樞機當選並取名號為「方濟各」。

## 宣佈
教宗本篤十六世於2013年2月11日早上在宗座宮樞密會議大廳以拉丁語宣佈自己辭去教宗職務，辭職令會在同月28日晚上8時正式生效。他在當日的樞密會議上公佈超過800位聖人的封聖日期，這些聖人包括奧特朗托的813位殉道者、羅蓮蒂·蒙托婭·烏佩吉和瑪利亞·瓜達盧佩·加爾西亞·莎娃拉。教宗在會議上跟在場的人說一個「對教會兹事體大」的決定。他認為自己因年邁而導致身體並不如前，而自己的精神狀態變差，於是他選擇辭職。他辭職後「將會在祈禱中度過」。兩天後，他在聖伯多祿大殿主禮聖灰禮儀星期三的彌撒，這亦是他在教宗任內主禮的最後一次彌撒。當本篤十六世離開大殿的時候，人們均站起來鼓掌。同月17日，本篤十六世以西班牙語請求身處聖伯多祿廣場上的群眾「為他和新教宗祈禱」。

## 辭任教宗前

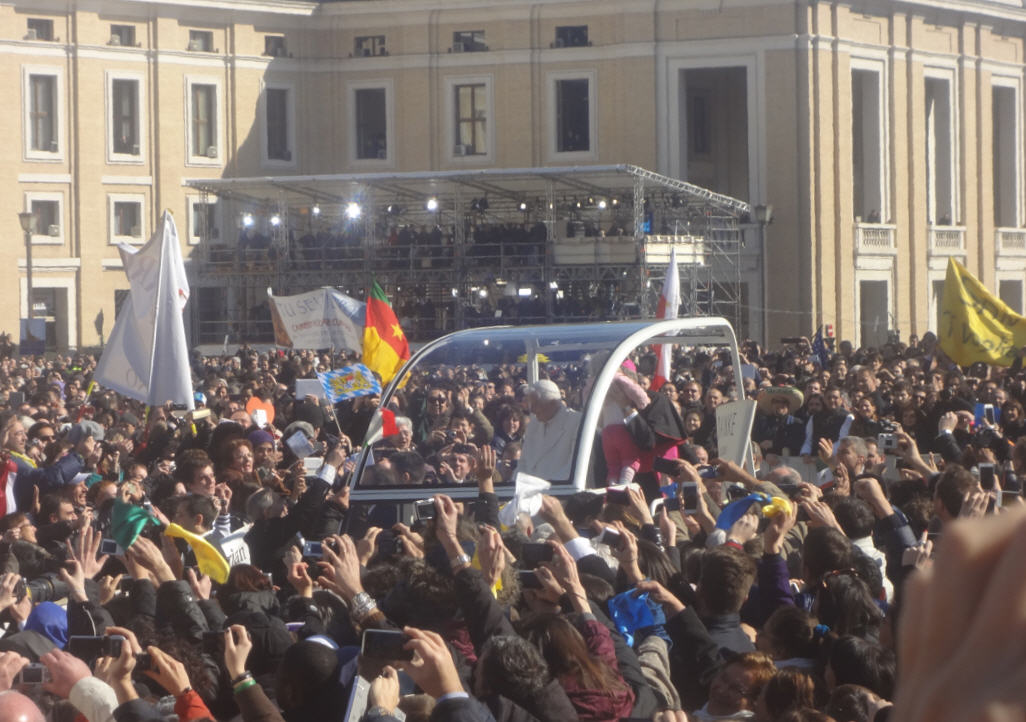
正乘坐教宗座駕的本篤十六世於2013年2月27日在聖伯多祿廣場上主持任內最後一場星期三公開接見活動的情景

梵蒂岡發言人費德廉·隆巴迪神父於2013年2月12日確認教宗本篤十六世辭職後不會變回樞機，亦不會出任羅馬教廷內任何職務。
教宗於2月24日主持任內最後一場《三鐘經》祈禱活動，他向聖伯多祿廣場上感謝他及拿著多國國旗的人群表示道謝。本篤十六世於一天後宣佈修改教宗選舉秘密會議的規則，當中主要包括取消「樞機必須在宗座出缺15天後才可以開始選舉」之例、新增需要發誓保密的人士及修改有關違反保密誓言的規定。
2月26日，隆巴迪神父表示教宗卸任後會稱為「榮休教宗本篤十六世陛下」或「榮休教宗」（英語：Pope emeritus），並指他傾向不使用「榮休羅馬主教」的稱呼。他表示本篤十六世辭職後不會穿著紅鞋而會穿上到訪墨西哥時獲得的啡色鞋子，本篤十六世亦會繼續穿上白色長袍但不會披上肩衣。總務樞機和樞機團會將教宗的漁人權戒和印章銷毀，本篤十六世轉而會戴上出任教宗之前曾經戴過的權戒。一天後，教宗主持任內最後一次星期三公開接見活動，這場活動於2月16日的時候已經有3萬5,000人報名參加。英國廣播公司預計當日共有15萬人參與。
本篤十六世於任內最後一天與樞機團在梵蒂岡克萊孟大廳會面，並在下午乘搭直升機前往岡道爾夫堡教宗別墅。然後，他在教宗別墅的露台上與群眾道別。

## 辭職後
2013年2月28日晚上8時，本篤十六世正式辭職。他卸任教宗後會在岡道爾夫堡教宗別墅居住；宗座瑞士近衛隊會撤走，梵蒂岡警察轉而負責保護他。2013年5月2日，本篤十六世遷入位於梵蒂岡的教會之母修道院；這所修道院原本供修女們居住，居住在此的修女每隔數年會更換一次。根據匿名的梵蒂岡官員及消息人士，本篤十六世返回梵蒂岡居住是要保障他的人身安全、避免教友到達他居住的地方向他朝拜和避免任何人就性侵犯相關事件而控告他。

## 教會內及外界反應

### 外國
英國首相大衛·卡梅倫向曾於2010年到訪英國的本篤十六世「祝好」並指他「一直努力令英國和聖座之間的關係更好」，他認為「人們將會想念這位眾人的精神領袖」。蘇格蘭首席部長亚历克斯·萨尔蒙德指人們「應該尊重教宗因健康問題而在顧及教會最大利益下無私地辭職」。他續指本篤十六世曾於2010年訪問蘇格蘭，並表示「他與很多蘇格蘭人對教宗來訪感到高興」。愛爾蘭總統麥克·希金斯向教宗寫信，祝福他辭職後生活一切安好並承認他對教會的貢獻；總理恩達·肯尼讚揚教宗的「領導能力強」及「為教會貢獻良多」。法国总统兼安道爾親王弗朗索瓦·奧朗德表示「不會對他辭職一事特別評論」並指尊重他的決定。意大利總理馬利奧·蒙蒂對教宗辭職感到「震驚」及相信教會「將來會被堅定不移地領導」。德國總理安格拉·默克爾稱讚教宗是「現時其中一個最重要的宗教思想家」；她同時提及他在跨文化對話上的功勞和本篤十六世對她的影響，她表示「教宗的説話將陪伴我很長一段時間」。德國政府發言人施特芬·賽貝爾特對教宗辭職感到「難過和感動」，並指「德國政府向本篤十六世致以最崇高的敬意」。賽貝爾特認為本篤十六世是「一位獨特的教會中央思想家和牧羊人」。
菲律賓總統的發言人表示所有人民對「教宗本篤十六世宣佈將會於2月28日辭任教宗感到非常痛惜」，總統亦感謝教宗「在菲律賓有危難和挑戰時為她祈禱和說一些安慰的説話」；此外，總統亦對教宗「在最近舉行的伯多祿·卡隆索德封聖禮上等很多天主教徒參與的天主教活動上的鼓勵説話和見證」道謝。澳洲總理朱莉亞·吉拉德發聲明，表示「澳洲的天主教徒和他們的朋友在晚上均得知教宗將會數周內辭職」。她提及「教宗的宣布標誌著一個真正的歷史時刻，澳洲很多天主教徒感到百感交集」，亦指「若瑟·拉辛格當選教宗的時候曾經説過要在天主的葡萄園裡做一個樸素且謙遜的工人，他的辭職充分展示了謙遜」。
總統巴拉克·奧巴馬表示米歇爾·奧巴馬和他「代表世界各地的美國人感謝本篤十六世及為他祈禱」並表示兩人「親切地回憶起與教宗於2009年的會面」。奧巴馬表示「欣賞雙方於過去4年一齊做的事情」，指「天主教會對世界和美國均有一個重要的角色」。他向參與選出新教宗的人「祝好」。加拿大總理史提芬·哈珀發出聲明，表示勞琳·哈珀和自己對教宗辭職「感到震驚」，他認為「教宗本篤十六世將永遠在加拿大人的心中佔有一席之地」並指「勞琳、自己和所有加拿大人均希望他日後生活安好」。巴西總統迪爾瑪·羅塞夫尊重教宗的決定。她提及他曾經於2007年到訪巴西，亦指他未能參加在里約熱內盧舉行的2013年世界青年日。

### 宗教領袖
天主教紐約總教區總主教弟茂德·彌額爾·多蘭樞機對教宗辭職表示愕然及傷心並指「美國對教宗於2008年訪問華盛頓和紐約感到高興」，他說本篤十六世「願意聆聽神父性侵案中受害者的心聲」。他感謝教宗於過去8年領導天主教會。天主教華盛頓總教區總主教陶南·維爾樞機指他得知教宗辭職後致電了解情況，並「理解教宗以無法履行職責為由辭職」但對他這樣做感到「驚訝」。天主教芝加哥總教區總主教方濟各·喬治樞機讚揚教宗辭職「遵從了天主的旨意」。喬治·佩爾樞機認為本篤十六世不諳管理教會並認為相關行政工作並非由教宗自己處理。
阿什肯納茲以色列首席拉比約納·梅茨蓋爾的發言人表揚本篤十六世「在全世界促進猶太教、基督宗教和伊斯蘭教之間的跨宗教聯繫」，發言人亦認為「首席拉比和天主教會之間的關係在本篤十六世在位期間是歷來最好的」並希望「這個趨勢可以延續下去」。第十四世達賴喇嘛對教宗辭職感到有「少許傷心」並認為他辭職「符合實際情況」，他表示會「為教宗的餘生祈禱」。坎特伯雷大主教賈斯汀·韋爾比對教宗辭職「感到沉重但完全理解」他的決定。俄羅斯東正教會發言人認為「各任教宗均會繼續與東正教會保持關係」。

## 外部連結
- 教宗本篤十六世宣佈辭職的拉丁語全文 （页面存档备份，存于）
- 教宗本篤十六世於2013年為修改教宗選舉秘密會議規則而頒佈的自動手諭《一些規範》的英語全文 （页面存档备份，存于）